# 凹凸世界
《凹凸世界》，是一部由七创社创作，改编于该社同名漫画的中國網路3D动画影集，主要讲述了来自登格鲁星球的少年金为了拯救自己星球的人民与寻找自己失踪的姐姐而踏上凹凸大赛的征程的故事。该动画四季分别于2016年6月28日、2017年10月8日、2019年1月25日与2022年4月29日开播。

## 发展历史
2015年5月，由七创社创作的漫画《凹凸世界》开始连载。
2015年11月，《凹凸世界》试播集（第0集）两集播出。
2016年6月28日，《凹凸世界》第一季正式开播，共32集， 外加一集番外。
2017年10月8日，《凹凸世界》第二季播出，共20集， 外加一集番外。
2018年7月18日，《凹凸世界》登陆优漫卡通，这是它首次登陆电视台播出。
2019年1月25日，《凹凸世界》第三季播出，共38集 ，外加第0集上和下， 以及五集番外。
2019年4月，《凹凸世界》登陆日本朝日电视台播出。
2022年4月29日，《凹凸世界》第四季播出， 共20集， 外加一集特别片。
2025年3月14日，《凹凸世界》的重置版播出，由光和社在哔哩哔哩发布。

## 主要剧情
凹凸世界的创世神创造了一个又一个差异大且独特的星球，还委派了“七神使”管理这些星球。他设立了“凹凸大赛”，让每一个希望逆天改命的人参加。如果你获得了最终的胜利，你将会获得一切。
少年金所在的登格鲁星是一个以采矿业而闻名的星球。那里的人们有繁重的苦役，他们苦不堪言。她的姐姐秋为了改变他所居住的星球人民的命运参加了凹凸大赛，可从那以后再也没有了音讯。为了改变登格鲁星人民的命运，也为了寻找失踪的姐姐，他毅然踏上了征程。

## 制作团队
原作者、出品公司、发行公司：七创社
出品人：曲晓丹（第三季）
制片人：曲晓丹（第二季）；
总制片：唐英虎
制片：烛生 南瓜板栗
制片助理：芸尘（第三季）
导演：周亮（第一、二季）；严猛涛（第三季）
编剧：云落、二号机Ⅷ（第二季）；11、犬、云落（第三季）
配音：月声配音社（第二季）
商务、运营：周京（第二季）

## 角色列表

### 参赛者
金小队
金（有黑金人格和白金形态）, 格瑞, 紫堂幻（已黑化，后退队）, 凯莉,安莉洁（非成员，但结伴行动）

#### 呆毛小队
安迷修（非成员，但结伴行动）, 艾比, 埃米。  

#### 鬼天盟（已解散）
鬼狐天冲、莱娜（已死亡）。
嘉德罗斯小队
嘉德罗斯, 雷德（变为裁判球）,  蒙特祖玛。
雷狮海盗团（第三季决裂，后于第四季和好）
雷狮, 帕洛斯（已黑化，后战死）, 佩利, 卡米尔。
悦然小队
悦然, 霍金斯, 白铭, 拉比兹。
==== 其他参赛者 
神近耀、安特、维德、紫堂陆、紫堂林、蕾蒂、梅莉、惑、龙阁、奇形、怪状、京弥、安吉拉、瑞文、莫斯基、红、葱、赤星、法尔法拉、哆莉、莱耶斯、蜜蜜
已知上届参赛者
秋（上届参赛者，积分排名第一）、丹尼尔（上届参赛者，积分排名第二）、菱（上届参赛者，积分排名第三）、紫堂真（上届参赛者，积分排名第四）。

### 非参赛者

#### 神明
創世神(米歇尔) 、毀滅之神伊萊恩（小黑洞）

#### 七神使
智慧神使、力量神使（赛勒克恩）、黑暗神使（厄瑞丝）、裁决神使（德瑞克斯）、光明神使、死亡神使、生命神使。

#### 观战团
圣空星王、人力贩运联合总督、喵星大总管、影军统领、星际财团会长、光族亲王、超能研究所所长 、雷蛰

#### 天使势力（已知）
次代天使：丹尼尔(D)（上届参赛者，积分排名第二）、赞德(X)、紫堂真(Z)、鲁纳提克·康弗特利·V·怀特·艾耐冯特（后变为裁判球）(V天使，上届裁判长，前任天使长) 
原初天使：派厄斯(P), 牧天使（G）, 特蕾普（T、秘天使）, 艾蒂（A、 炽天使）（已死亡）, 埃尔（E）（已死亡）

#### 雷王星
雷蛰、雷伊，雷霆（雷皇，前雷皇的弟弟，雷狮等人父亲）, 雷震（前雷皇），雷狮（已逃离）（上届观战团）卡米尔（雷鸣）（不被认可，现已逃离）。

#### 幻兽星/紫堂家
紫堂家主、紫堂真（上届参赛者，积分排名第四）、紫堂幻、紫堂陆、紫堂林。

#### 黑洞军团
黑洞、银爵、紫堂幻（黑化）、帕洛斯（仅短暂在黑洞军团阵营，已战死）、马库斯、瑞文、菱（上届参赛者，积分排名第三）、邓肯。
圣殿骑士团
菲利斯（因诅咒死亡）, 杰德理，安迷修, 赞德 （已叛离）。
守望星（已毁灭）
格林特（格瑞的父亲，已死亡），瑞（格瑞的母亲，已死亡），格瑞（被迫逃离）。
漂流星（已毁灭）
银爵（已死亡）。
迷宫星（已毁灭）
罗德烈（已死亡）。
玳瑁星/玳瑁村
先知，村长，艾比,   埃米。

（个别角色因为剧情原因会出现在多个阵营）
（以上角色不包括《凹凸学园》内其余角色）

## （官方）衍生作品
《凹凸学园》（现已完结第一季,第二季，和第三季）

## 外部連結
- 凹凸世界的新浪微博
- 豆瓣电影上《第一季》的資料 （简体中文）
- 豆瓣电影上《第二季》的資料 （简体中文）
- 豆瓣电影上《第三季》的資料 （简体中文）
- 豆瓣电影上《第四季》的資料 （简体中文）
- 豆瓣电影上《凹凸学园》的資料 （简体中文）